# 1,4-二(2-氨乙基)哌嗪
1,4-二(2-氨乙基)哌嗪是一种有机化合物，化学式为C8H20N4。它可由哌嗪-1,4-二乙腈和氢化铝锂在四氢呋喃中回流反应制得。它和噻吩-2-甲醛在乙醇中反应，可以得到N,N'-二(2-噻吩亚甲基)-1,4-哌嗪二乙胺。